# 田丸愛
田丸 愛（たまる あい、1981年4月30日 - ）は、日本の元AV女優、元ストリッパー。

## 略歴
東京都出身。
最初はお菓子系アイドルだったが、2001年8月に『愛 NEED YOU』クリスタル映像でAVデビュー。同年10月16日、川崎ロック座でストリッパーとしてデビュー。

## 人物
好きな物は寿司、おでん、焼き鳥、オムライス、果物。
嫌いな物は甘い物、菓子、チーズやヨーグルトなどの乳製品、バナナ。
趣味は、オトゲー、ネトゲー、コスプレ、漫画、フィギュア集め、ガンプラ作り。

## 主な出演作品

### アダルトビデオ
- 愛 NEED YOU（2001年8月28日、クリスタル映像）- デビュー作
- Lover's 愛（2001年9月27日、クリスタル映像）
- 灼熱のエモーション（2001年10月30日、クリスタル映像）
- あったかいものが恋しい季節になりましたね。（2001年11月30日、プリンセス）

### アダルトDVD
- メイド 蛇縛の無限奉仕（2002年3月22日、アタッカーズ）
- 中出し第8章（2002年5月25日、桃太郎映像）
- 潮吹きFUCK G14 PART2（2002年12月13日、クリスタル映像）
- 蛇縛アンソロジー5（2004年3月8日、アタッカーズ）